# Gerard van der Mark (1387-1461)
Gerard van der Mark (ca. 1387 – 1461) was van 1437 tot aan zijn dood graaf bij de Mark. Hij behoorde tot het huis Van der Mark.

## Levensloop
Gerard was een zoon van graaf Adolf III van der Mark, tevens graaf van Kleef, uit diens huwelijk met Margaretha, dochter van graaf Gerard van Berg. 
Aanvankelijk begon hij een geestelijke loopbaan. Van 1403 tot 1417 was hij proost van de Dom van Xanten en van 1414 tot 1416 was hij bovendien kanunnik van de Dom van Keulen. Uiteindelijk zag hij af van zijn geestelijke titels, om zich op een wereldlijke loopbaan te kunnen concentreren. 
Vanaf 1409 eiste hij van zijn broer Adolf IV, graaf van Kleef en Mark, een deel van de vaderlijke erfenis. Vervolgens werd hem de Liemers toegewezen. Om zijn broer voorlopig tevreden te stellen schonk Adolf IV hem in 1413 eveneens de zuidelijke landerijen van de Mark en de pandschappen Kaiserswerth, Sinzig en Remagen. In 1418 voerde de tot hertog van Kleef verheven Adolf het eerstgeboorterecht in, om te voorkomen dat Kleef en Mark nog verder opgedeeld werden. Hierdoor zag Gerard zich beroofd van zijn kansen op de opvolging in de Mark. Hij ging steun zoeken bij keizer Sigismund, die hem de pandrechten op de rijksstad Duisburg toekende. Ook verbond Gerard zich met de Keulse aartsbisschop Diederik II van Mooz, die hij in ruil Kaiserswerth, Sinzig en Remagen gaf. Uiteindelijk kreeg hij de steun van de Staten van de Mark, die hem vanaf 1429 als hun wettig geboren heer bestempelden. Gedurende de vete met zijn broer veroverde Gerard in 1427 de Burcht van Hörde, die zijn broer even later heroverde.
In 1430 sloten de broers vrede, maar in 1437 laaide het conflict tussen Gerard en Adolf weer op. Toen er opnieuw vrede werd gesloten, gaf Adolf onder druk van de Staten van de Mark het grootste deel van dit graafschap aan Gerard. Hij kreeg weliswaar enkel de titel van graaf bij de Mark, zijn broer bleef de graaf van Mark. In 1449 stond Gerard het graafschap Bilstein en de heerlijkheid Fredeburg af aan het aartsbisdom Keulen. Vanaf 1456 deelde hij de macht met zijn neef Johan I van Kleef.
Na de dood van Gerard in 1461 viel het graafschap Mark verdragsmatig definitief toe aan zijn neef Johan I en werd het met het hertogdom Kleef verenigd in een personele unie. Gerard was nooit gehuwd, maar had wel meerdere onwettige kinderen. Hij werd bijgezet in de kapel van het door hem gestichte Sint-Agnesklooster in Hamm. Zijn kunstige grafplaat ging tijdens de Tweede Wereldoorlog verloren. 
- Gemeinsame Normdatei: 13736282X
- Virtual International Authority File: 81563805